# 리켄 고개
리켄 고개(Ricken Pass)는 스위스 동부의 장크트갈렌주의 고개이다. 최대 고도 790m에서 린트 계곡과 토겐부르크를 연결한다.
이 고개는 최대 기울기가 9%인 도로가 뚫려 있다. 8.6km 길이의 철도 터널인 리켄 터널이 고개 아래에 뚫려있다.